# Polly Bradfield
Polly Bradfield is een Amerikaanse violiste uit het New Yorkse vrije improvisatiecircuit van eind jaren 1970 en begin jaren 1980. Haar naaste muzikale medewerkers waren Eugene Chadbourne en John Zorn. Ze speelde ook op platen van William Parker en Frank Lowe. Haar muziekcarrière eindigde toen ze ergens in de jaren 1980 naar Californië verhuisde. Haar laatste optreden op de plaat was op Zorns The Big Gundown in 1986.

## Biografie
'Ik begon muziek te spelen toen ik 8 of 9 was. Eerst piano, toen viool. Ik speelde liever klassieke literatuur, maar ik begon te improviseren door piano te spelen in een middelbareschoolband. Ik studeerde jazz op de universiteit en nadat ik Cecil Taylor had gehoord, ben ik begonnen met het ontwikkelen van een stijl van improvisatie op de piano, waarbij ik met veel verschillende muzikanten speelde en af en toe optrad. Toen ik Eugene Chadbourne en John Zorn ontmoette toen ik naar New York verhuisde, stopte ik met pianospelen en concentreerde ik me op de viool. Mijn spel is echt veranderd en mijn houding ten opzichte van muziek en improvisatie ook...' (uit Bradfields eigen albumnotities op de achterkant van haar lp Solo Violin Improvisations).
In dezelfde albumnotities somt ze haar muzikale inspiraties op: Paganini, Bartók, Ives, Ligeti, Django Reinhardt, Stuff Smith, Eddie South, Joe Venuti, The Sacred Guitar and Violin music of the Modern Aztecs, Jean Carignan, Zweedse vioolmuziek en Cajun strijkers. (Ze bedankt ook Zorn en Chadbourne voor hun invloed op haar muziek).
Een lied genoemd naar Polly Bradfield werd begin 2019 uitgebracht door Two Of Substance.
In 1979 bracht ze een lp uit bij het Parachute label Solo Violin Improvisations van Chadbourne. Op de cover staat een foto van een jong meisje, vermoedelijk Bradfield als kind, die een tak van een boom afzaagt, een woordspeling op vioolspel beschreven als "zagen". Het album bevat echter meer stilte dan zagen. Haar schrapen, krassen, plukken en af en toe een noot op de viool worden vaak gescheiden door lange stukken. Haar radicaal stille, niet-discursieve cajunstijl op deze weinig bekende lp voorspelt latere trends in vrije improvisatie. Eugene Chadbourne omschrijft het album als een beheerst meesterwerk van zeer intens spel.
In haar albumnotities schrijft Bradfield: De muziek op deze plaat is allemaal akoestische viool. Meestal gebruik ik een versterker bij het optreden, maar ik wilde dat mijn eerste solo-opname akoestisch was. Ik vond het een kleine manier om hulde te brengen aan de lange en gevarieerde geschiedenis van het instrument, die begon lang voordat de elektriciteit werd ontdekt.

## Discografie
- 1977, 1978: The Frank Lowe Orchestra, Lowe and Behold (Musicworks)
- 1978: Eugene Chadbourne & John Zorn, School (Parachute)
- 1979: William Parker, Through Acceptance of the Mystery Peace (Centering)
- 1979: Polly Bradfield, Solo Violin Improvisations (Parachute)
- 1979: Eugene Chadbourne, 2000 Statues/The English Channel (Parachute)
- ????: Leslie Dalaba, lp (Parachute)
- 1979: Andrea Centazzo, Environment for Sextet (Ictus)
- 1979: Andrea Centazzo, USA Concerts (Ictus)
- 1980: John Zorn, Pool (Parachute)
- 1981: Eugene Chadbourne & Polly Bradfield, Torture Time (Parachute)
- 1982: John Zorn, Archery (Parachute)
- 1984-1985, 1986: Curlew, North America (Moers)
- 1986: John Zorn, The Big Gundown (Nonesuch)
- 1998: Eugene Chadbourne & John Zorn, Sonora (1977–1981) (Materiali Sonori)
- 1997: John Zorn, The Parachute Years (Tzadik)
- 1978, 2000: John Zorn, Lacrosse (Tzadik)
- 1978, 2000: Eugene Chadbourne, Vision-Ease (House of Chadula)
- 2002: John Zorn, Hockey (Tzadik)

- International Standard Name Identifier: 0000 0000 4807 099X
- Library of Congress Control Number: nr96034375
- MusicBrainz: 16f0730a-5fea-4300-9d40-ffdc1413d68c
- Système universitaire de documentation: 251323781
- Virtual International Authority File: 12207648
- WorldCat: E39PBJx4pHGTpWQPVBdfBjqRKd